# Mustasaari (ö i Finland, Norra Savolax, Varkaus, lat 62,51, long 27,50)
Mustasaari är en ö i Finland. Den ligger i sjön Sorsavesi och i kommunen Leppävirta i den ekonomiska regionen  Varkaus ekonomiska region  och landskapet Norra Savolax, i den centrala delen av landet, 290 km nordost om huvudstaden Helsingfors. Öns area är 3,3 hektar och dess största längd är 410 meter i nord-sydlig riktning.